# Lady Cove
Lady Cove is een plaats in de Canadese provincie Newfoundland en Labrador. De plaats bevindt zich op Random Island en maakt deel uit van het local service district Random Island West.

## Geografie
Lady Cove ligt in het zuiden van Random Island, een groot eiland voor de oostkust van Newfoundland. De plaats ligt aan de gelijknamige inham van Northwest Arm, een zijarm van Random Sound. Lady Cove is gelegen aan provinciale route 231 en ligt ten oosten van Weybridge en ten westen van Robinson Bight.

## Geschiedenis
Tussen 1991 en 1996 daalde het inwoneraantal van Lady Cove van 164 naar 143.
In 1996 kreeg de plaats voor het eerst een beperkte vorm van lokaal bestuur doordat ze deel ging uitmaken van het nieuw opgerichte local service district Random Island West. Er worden daarom sinds dan geen aparte demografische data voor de plaats meer verzameld.